# Bernd Freytag von Loringhoven
Bernd Freiherr Freytag von Loringhoven (* 6 de febrero de 1914 en Arensburg/Kuressaare, Oesel/Saaremaa, Estonia; † 27 de febrero de 2007 en Múnich) fue un oficial en la Wehrmacht durante la Segunda Guerra Mundial, posteriormente llegó al rango de general de la Bundeswehr y antiguo inspector general de la OTAN.

## Biografía
En noviembre de 1934, ingresa en la Academia de la Wehrmacht, siendo asignado a una Unidad de Caballería.  El año 1938, debido a la modernización de las Fuerzas Armadas alemanas, varias unidades de Caballería fueron disueltas e integradas en unidades de tanques, siendo Loringhoven asignado a una de ellas.  En 1943, es comandante de un Regimiento de Panzer.  Fue evacuado ese mismo año de Stalingrado en uno de los últimos aviones.  En 1944/45 von Loringhoven era ayudante de los Jefes del Estado Mayor del Ejército Heinz Guderian y Hans Krebs destacado desde el 23 de julio de 1944, en el Cuartel General del Führer.
Entre el 20 y el 29 de abril de 1945, fue uno de los ocupantes del Bunker de la Cancillería junto a Adolf Hitler y uno de los pocos supervivientes del mismo, de donde escapó el día 29 de abril en compañía de Gerhard Boldt. Fue capturado y liberado en 1948. En 1956 se incorpora al Ejército Alemán (Bundeswehr) y recibió el cargo de General del Ejército y Generalinspekteur. Pasó a la reserva en 1973 con el rango de Generalleutnant, radicándose en Múnich.

### El último viaje
Freytag von Loringhoven era uno de los últimos testigos vivos de los últimos días del Búnker de la Cancillería. Por ello participó en fechas recientes en numerosos documentales y películas sobre el tema. Es conocida su participación en la producción de El Hundimiento. En 2006 publicó su biografía en francés y más tarde en inglés, español y alemán con el título: Con Hitler en el búnker - Recuerdos del Cuartel General del Führer julio de 1944 - abril de 1945
Bernd Freytag von Loringhoven falleció de causas naturales el 27 de febrero de 2007, en Múnich. Fue enterrado en el cementerio Nordfriedhof de dicha ciudad.